# Malloa
Malloa est une commune du Chili faisant partie de la province de Cachapoal, elle-même rattachée à la Région O'Higgins. En 2012, sa population s'élevait à 14 792 habitants. La superficie de la commune est de 113 km2 (densité de 300 hab./km2). La commune a été créée en décembre 1891. Il s'agit d'une commune dont la population est essentiellement rurale (62 % de la population en 2006) avec des établissements du secteur agro-alimentaire. Sa population est en majorité rurale. Malloa se trouve dans la Vallée centrale du Chili à environ 139 kilomètres au sud-sud-ouest de la capitale Santiago et 38 kilomètres au sud-sud-ouest de Rancagua capitale de la province de Cachapoal.

Position de Malloa (en rouge) au sein de la Province de Cachapoal.